# Låt mig få höra om Jesus
Låt mig få höra om Jesus (engelska: Tell me the story of Jesus) är en psalm av Fanny Crosby, skriven omkring år 1900. 
Författaren önskar få höra om Jesus, men berättar vad hon vill höra – och därmed berättar hon själv hela historien om Jesu liv. ”Sången som änglar i natten”, ”hur på vår jord han gick kring”, ”visa mig graven i berget”… Översatt till svenska av Karl Larsson år 1904, något bearbetad år 1959. Melodi (D-dur, 4/4) av John Sweney år 1880.

## Publicerad i
- Musik till Frälsningsarméns sångbok 1907 som nr 381
- Samlingstoner 1922 som nr 134 under rubriken "Trossånger".
- Fridstoner 1926 som nr 5 under rubriken "Begynnelse- och slutsånger".
- Svensk söndagsskolsångbok 1929 som nr 59 under rubriken "Jesu person och namn"
- Frälsningsarméns sångbok 1929 som nr 308 under rubriken "Jubel, erfarenhet och vittnesbörd".
- Kom 1930 som nr 25 under rubriken "Frälsningen i Kristus".
- Segertoner 1930 som nr 24 under rubriken "Jesu liv på jorden. Jesus densamme än".
- Sånger och psalmer 1951 som nr 475 under rubriken "Församlingen och nådemedlen. Ordets predikan".
- Sions Sånger 1951 som nr 125.
- Förbundstoner 1957 som nr 80 under rubriken "Guds uppenbarelse i Kristus: Jesu person och verk".
- Segertoner 1960 som nr 25
- Frälsningsarméns sångbok 1968 som nr 70 under rubriken "Frälsning".
- Sions Sånger 1981 som nr 106 under rubriken "Guds nåd i Kristus".
- Cecilia 1986, Den svenska psalmboken 1986, Frälsningsarméns sångbok 1990, Psalmer och Sånger, Segertoner 1988 som nr 46 under rubriken "Jesus, vår Herre och broder".
- Lova Herren 1988 som nr 39 under rubriken "Jesu Kristi namn".
- Sångboken 1998 som nr 77.
- Lova Herren 2020 som nr 32 under rubriken "Guds Son, Jesus vår Frälsare".